# 弗兰克·斯特拉
弗兰克·菲利普·斯特拉（英語：Frank Philip Stella，1936年5月12日—2024年5月4日）是一名美国画家、版画家、雕塑家，以其极简主义作品出名。

## 生平

斯特拉的作品《Memantra》，2005，大都会艺术博物馆

他出生于美国马萨诸塞州莫爾登，父母是意大利裔。父亲是妇科医生，母亲是一名家庭主妇和艺术家，曾就读于时装学校，后来从事山水画创作。
他曾就读于麻省的菲利普学院，在那里接触到抽象主义艺术家约瑟夫·亚伯斯和汉斯·豪夫曼的作品。毕业后，他进入普林斯顿大学学习，结识了达尔比·班纳德和迈克尔·弗雷德。他的艺术风格主要受抽象表现主义艺术家杰克逊·波洛克和弗朗兹·克莱因影响。1958年毕业后，他移居纽约，开始艺术创作。他因创作抽象画而受到推崇，这些画在 20 世纪的绘画中没有任何绘画幻想或心理或形而上学的参考。
在 1970 年代，他搬进了纽约市曼哈顿的 NoHo。截至 2015 年，Stella 居住在格林威治村并在那里设有办公室，但工作日通勤到他位于纽约 Rock Tavern 的工作室。

## 艺术工作
1950晚期-1960早期
搬到纽约市后，他反对抽象表现主义运动中大多数画家对颜料的表现性使用，而是发现自己被巴尼特纽曼作品的“平坦”表面和贾斯珀约翰斯的“目标”绘画所吸引。他开始创作强调图片作为对象的作品，而不是图片作为某种事物的表现，无论是物质世界中的事物，还是艺术家情感世界中的事物。斯特拉于 1961 年与后来成为知名艺术评论家的芭芭拉·罗斯 (Barbara Rose) 结婚。大约在那个时候，他说一幅画是“一个平面，上面涂了颜料——仅此而已”。这与先画草图来创作绘画的技巧背道而驰。许多作品都是通过简单地使用笔触路径创作的，通常使用普通的房屋涂料。
这种新美学在一系列新画作中得到体现，即黑色绘画 (Black Paintings, 1959)，其中规则的黑色颜料带被未上漆的细条纹画布隔开。去死吧！ (1959) 就是这样一幅画。它的名字（英文“The Raised Banner”）取自国家社会主义德国工人党的国歌 Horst-Wessel-Lied 的第一行，Stella 指出它的比例与德国工人党使用的横幅相同。有人认为标题有双重含义，也指贾斯珀·约翰斯 (Jasper Johns) 的旗帜画作。无论如何，它的情感冷静掩盖了它的标题可能暗示的争议性，反映了斯特拉作品中的这个新方向。斯特拉的艺术在他 25 岁之前就因其创新而得到认可。 1959年，他的几幅画作被收录在欧柏林学院艾伦纪念美术馆的“三个年轻的美国人”，以及纽约现代艺术博物馆的“十六个美国人”。
从 1960 年开始，斯特拉开始使用铝和铜漆制作绘画，这些绘画呈现出由细条纹分隔的规则颜色线条，类似于他的黑色绘画。然而，它们使用的颜色范围更广，并且是他的第一批使用异形画布（不同于传统矩形或正方形的画布）的作品，通常为 L、N、U 或 T 形。这些后来发展成更精细的设计，例如不规则多边形系列。同样在 1960 年代，斯特拉开始使用更广泛的颜色，通常以直线或曲线排列。后来，他开始了他的量角器系列绘画，其中弧线，有时重叠，在方形边界内并排排列，以产生用同心颜色环绘制的全圆和半圆。这些画作以他在 1960 年代早些时候在中东访问过的圆形城市命名。不规则多边形画布和量角器系列进一步延伸了异形画布的概念。

### 1960晚期-1970早期
斯特拉于 20 世纪 60 年代中期开始长期从事版画制作，首先与 Gemini G.E.L. 的印刷大师 Kenneth Tyler 合作。从 1968 年名为 Quathlamba I 的版画开始，斯特拉在 1960 年代后期制作了一系列版画。斯特拉的抽象版画使用了光刻、丝网印刷、蚀刻和胶版印刷。1967年，他为Merce Cunningham的舞蹈作品Scramble设计布景和服装。纽约现代艺术博物馆在 1970 年举办了斯特拉作品回顾展，使他成为最年轻的艺术家。在接下来的十年里，斯特拉在他的艺术中引入了浮雕，他将其称为“极简主义”绘画，因为它具有雕塑般的品质。在 Eccentric Polygon 系列中，异形画布采用了更不规则的形式，并引入了拼贴元素，例如，将画布粘贴到胶合板上。他的作品也变得更加三维，以至于他开始制作大型、独立的金属件，虽然它们是在上面画的，但很可能被认为是雕塑。在以高浮雕创作的波兰村庄系列中引入木材和其他材料后，他开始使用铝作为他绘画的主要支撑。随着 20 世纪 70 年代和 80 年代的发展，这些变得更加精致和旺盛。事实上，他早期的极简主义变成了巴洛克风格，以弯曲的形式、Day-Glo 颜色和潦草的笔触为标志。同样，他这几十年的版画结合了各种版画和绘画技术。 1973 年，他在纽约的家中安装了一个印刷工作室。 1976 年，斯特拉受 BMW 委托，为 BMW 艺术车计划的第二部分涂装 BMW 3.0 CSL。1969 年，斯特拉受委托为大都会艺术博物馆百年纪念设计徽标。

### 1980年代-之后
从 20 世纪 80 年代中期到 90 年代中期，斯特拉创作了大量作品，以一般方式回应赫尔曼·梅尔维尔的 白鯨記。在此期间，斯特拉绘画中越来越深的浮雕让位于完全三维，其雕塑形式源自锥体、柱子、法式曲线、波浪和装饰性建筑元素。为了创作这些作品，这位艺术家使用了拼贴画或模型，然后在助手、工业金属切割机和数字技术的帮助下进行放大和重新创作。1984 年的 La scienza della pigrizia（懒惰科学）是斯特拉从二维向三维过渡的一个例子。它由油画、瓷漆和醇酸漆在帆布、蚀刻镁、铝和玻璃纤维上制成。1990 年代，斯特拉开始为公共空间制作独立雕塑并开发建筑项目。例如，1993 年，他为多伦多威尔士王妃剧院设计了整个装饰方案，其中包括一幅 10,000 平方英尺的壁画。他 1993 年在德累斯顿设立艺术馆和花园的提议没有实现。 1997 年，他绘制并监督了占地 5,000 平方英尺的“斯特拉项目”的安装，该项目是位于校园内 Rebecca 和 John J. Moores 音乐学院的摩尔斯歌剧院和大厅的中心装饰品休斯顿大学，位于德克萨斯州休斯顿。 2001 年，他在迈阿密市中心建造了铝制表壳，灵感来自巴西的一顶折叠帽；在华盛顿特区的国家美术馆外安装了一座巨大的斯特拉雕塑。
斯特拉的壁挂式 Scarlatti K 系列是由多梅尼科·斯卡拉蒂的羽管键琴奏鸣曲以及美国 20 世纪羽管键琴演奏家和音乐学家拉尔夫柯克帕特里克的著作启发的，他使这些奏鸣曲广为人知。 （标题中的“K”指的是柯克帕特里克的年表编号。）斯卡拉蒂创作了 500 多首键盘奏鸣曲；斯特拉今天的系列包括大约 150 件作品。 从 1978 年到 2005 年，斯特拉拥有位于曼哈顿东村的 Van Tassell and Kearney Horse Auction Mart 大楼，并将其用作自己的工作室。在他近 30 年的建筑管理工作中，外立面得到了清洁和修复。 经过格林威治村历史保护协会为期六年的活动，2012 年，这座历史建筑被指定为纽约市地标。2005 年之后，斯特拉将时间分配在他位于西村的公寓和他在纽约纽堡的工作室之间。到 2010 年代之交，斯特拉开始使用计算机作为绘画工具来制作独立的星形雕塑。由此产生的恒星通常是单色的、黑色或米色或天然金属，它们的点可以采用实心平面、细长线或金属丝网状电路的形式。他的 Jasper’s Split Star (2017) 是一座由六个小几何网格构成的雕塑，位于铝制底座上，于 2021 年安装在世界贸易中心 7 号。